# Argomento del libero arbitrio
L'argomento del libero arbitrio, chiamato anche paradosso del libero arbitrio o fatalismo teologico , sostiene che l'onniscienza e il libero arbitrio sono incompatibili tra loro e che qualsiasi concezione di Dio che incorpori entrambe le proprietà è quindi inconcepibile. La nozione di prescienza dell’Eterno rappresenta un tentativo di conciliare le due posizioni. Questi argomenti riguardano profondamente le implicazioni della predestinazione.
Secondo la Chiesa Cattolica il problema sarebbe risolvibile ipotizzando la trascendenza di Dio rispetto al creato. Pur intervenendo nel tempo e nel mondo umano come Provvidenza onnipotente, Dio sarebbe nunc stans: vivrebbe, vedrebbe, conoscerebbe e contemplerebbe tutto il passato, il presente e tutto il futuro in un’unica volta da un luogo che sarebbe al di là del mondo e oltre ogni tempo, nell’eternità. Il fatto che Dio conoscerebbe il futuro nella dimensione dell’eternità, non impedirebbe all’uomo, che vive nel tempo, di ignorare il futuro, di non sentirsi predestinato a fare alcune determinate scelte e di esercitare il proprio libero arbitrio in vera libertà, avendo di fronte a sé molteplici alternative possibili di cui nessuna per l’uomo è necessaria e predeterminata.

## Onniscienza e libero arbitrio

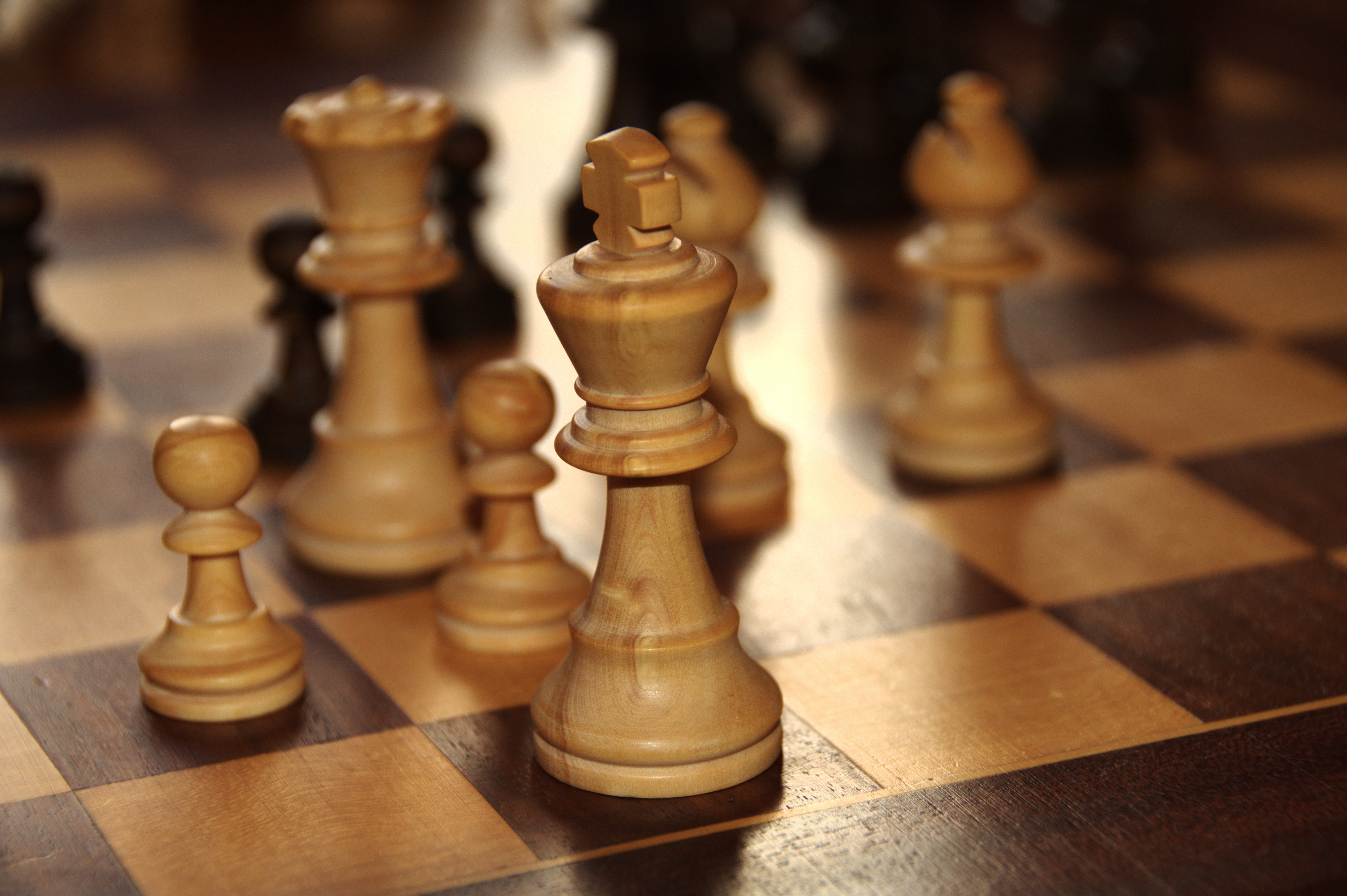
Se Dio creò il gioco, le regole e i giocatori, allor come può ogni giocatore essere libero?

Alcuni argomenti contro l'esistenza di Dio si concentrano sulla presunta incoerenza fra l'onniscienza di Dio e il Suo libero arbitrio in quanto è anche vero Uomo (sant’Atanasio di Alessandria), e col libero arbitrio delle creature umane e angeliche. Questi argomenti impattano profondamente sulle implicazioni della predestinazione.
Il noto filosofo ebreo Maimonide descrisse la presunta antinomia tra l'onnipotenza divina e il libero arbitrio della persona del Creatore, nei termini tradizionali di azioni buone e cattive, come segue:
Un teologo anglicano fornì una descrizione simile della Rivelazione cristiana:
(Watt, Willliam M.)
Una formulazione logica di questo argomento potrebbe essere la seguente:
1. Dio conosce la scelta "C" che un essere umano affermerebbe di "fare liberamente".
2. Ora è necessario che C.
3. Se ora è necessario che C, allora C non può essere altrimenti (questa è la definizione di "necessario"). Cioè, non ci sono effettive "possibilità" dovute alla predestinazione;
4. Se non puoi fare altrimenti quando agisci, non agisci liberamente (Principio delle possibilità alternative);
5. Pertanto, quando compi un atto, non lo fai liberamente.

Norman Swartz, tuttavia, sostenne che gli argomenti di cui sopra commettono l'errore modale. In particolare, affermò che questi argomenti presuppongono che se C è vero, con ciò diventa necessario che C sia vero, il che è errato in quanto C è contingente (vedi logica modale). Altrimenti, si può sostenere che il futuro è già prestabilito indipendentemente dalle proprie azioni.
Nel corso del tempo furono proposti altri mezzi per riconciliare l'onniscienza di Dio con il libero arbitrio umano. Alcuni tentarono di ridefinire o riconcettualizzare il libero arbitrio:
- Dio può sapere in anticipo cosa farò, perché il libero arbitrio è da intendersi solo come libertà dalla coercizione, e qualsiasi altra cosa è un'illusione. Questa è la mossa delle filosofie compatibilistiche.
- La sovranità (autonomia) di Dio, esistente all'interno di un agente libero, fornisce forti compulsioni interiori rispetto a un certo tipo d'azione (chiamata) e all’esercizio del potere di scelta (elezione). Le azioni di un essere umano sono quindi determinate da impulsi relativamente forti o deboli (provenienti sia da Dio che dall'ambiente che lo circonda) e dal proprio potere relativo di scegliere.

Una proposta di Boezio, poi ripresa da san Tommaso d'Aquino e da C. S. Lewis, suggerì che la percezione del tempo da parte di Dio è diversa, e che questo è rilevante per la comprensione umana del proprio libero arbitrio. Nel suo libro Mere Christianity, Lewis sostenne che Dio è in realtà al di fuori del tempo e quindi non "prevede" gli eventi, ma semplicemente li osserva tutti in una volta. Egli spiegò:
(CS Lewis, Mere Christianity)
Un'obiezione comune è sostenere che sia vero il molinismo, vale a dire la tesi secondo cui Dio possa conoscere tramite il pensiero controfattuale le azioni delle sue creature. Secondo il molinismo, Dio non solo conosce il passato, il presente e il futuro, ma anche le azioni delle creature che non si verificheranno mai e come sarebbe stato (sarà) il mondo se le creature avessero scelto (sceglieranno) diversamente altre alternative. Tale dottrina fu usata come argomento da Alvin Plantinga e William Lane Craig, tra gli altri.

## Argomento del libero arbitrio per la non-esistenza di Dio
Dan Barker suggerì che questo può portare a un "argomento del libero arbitrio per l'inesistenza di Dio" sulla base del fatto che l'onniscienza di Dio sia incompatibile con il Suo arbitrio: se Dio non ha il libero arbitrio, allora Dio non è un essere personale.
I teisti generalmente concordano sul fatto che Dio sia un essere personale e che Egli sia onnisciente, ma non sono d’accordo sul fatto che "onnisciente" significhi:
1. «sa tutto ciò che Dio sceglie di conoscere e che è logicamente possibile conoscere»; ovvero la versione più forte:
2. «sa tutto ciò che è logicamente possibile sapere».[8]

Queste due accezioni sono note rispettivamente come “onniscienza inerente” e “onniscienza totale”.